# Беликов, Василий Иванович (священник)
Василий Иванович Беликов (1867, село Хреново, Костромская губерния — 1943, Колпашевский район, Новосибирская область) — протоиерей Русской православной церкви, ректор Казанской духовной семинарии.

## Биография
Родился в 1867 году в селе Хреново Кинешемского уезда Костромской губернии (ныне Костромская область) в семье священника.
В 1884 году закончил Костромское духовное училище.
В 1888 году закончил Костромскую духовную семинарию.
В 1889 году поступил в Казанскую духовную академию и в 1893 году благополучно её закончил кандидатом богословия.
Прослужив три года в Томской духовной семинарии, он в 1896 году вернулся в Казань, преподавателем Казанской семинарии.
В 1896 году защитил магистерскую диссертацию «Деятельность Московского митрополита Филарета по отношению к расколу», которая в том же году была опубликована отдельной объёмистой книгой (564 страницы).
3 ноября 1905 года стал инспектором семинарии.
С 30 августа 1907 года — ректор Казанской духовной семинарии.
В 1911 году опубликовал ещё одну книгу: «Чтения по Библейской истории Ветхого Завета (период трёх еврейских царей)».
После закрытия в начале 1918 года Казанской семинарии протоиерей Василий Беликов стал приходским священником.
С 1918 года он служил в селе Мансурове Лаишевского уезда (это село, стоявшее на берегу Камы, было затоплено в 1950-е годы).
3 марта 1928 года был арестован по обвинению в антисоветской религиозной пропаганде.
После трёхмесячного заключения 8 июня 1928 года решением Особого совещания ОГПУ СССР (то есть без суда) был осужден к высылке на 3 года. Из ссылки он не вернулся, и, по данным его внука А. С. Плеханова, умер в 1943 году в Колпашевском районе Новосибирской области.

## Труды
- Деятельность Филарета по отношению к расколу. — Казань. — 546 с.
- Учения по Библейской истории Ветхого Завета. Период трех еврейских царей. — Казань.

## Ссылка
- Православный Свято-Тихоновский Богословский Институт